# Класифікація видів економічної діяльності Європейського Співтовариства
Класифікація видів економічної діяльності Європейського Співтовариства, КДЄС, NACE (акронім від фр. Nomenclature générale des Activités économiques dans les Communautés Européennes), — система для класифікації видів економічної діяльності, розроблена на основі 3-ї редакції ISIC (Міжнародної стандартної галузевої класифікації всіх видів економічної діяльності, ООН). Код NACE може бути присвоєний статистичній одиниці, що здійснює певну діяльність. Кожній статистичній одиниці присвоюється лише одне значення коду відповідно до її основної діяльності. Основною діяльністю визнається той вид діяльності статистичної одиниці, який створює найбільшу частку доданої вартості, аналіз проводять за методом «згори донизу».
NACE не враховує відмінностей у формах власності, юридичному статусі чи характері діяльності виробничої одиниці, не розрізняє офіційне і неофіційне, легальне і нелегальне виробництво, не розмежовує ринкові і неринкові види діяльності. Для визначення видів обробної промисловості байдуже, чи здійснюється робота машинами з механічним приводом чи вручну, на фабриці або вдома. Порівняння сучасного з традиційним не є одним з критеріїв NACE.

## Історія
Перша Загальна галузева класифікація видів економічної діяльності в Європейському економічному співтоваристві була розроблена Статистичним управлінням у 1970 році. Вона не була правовим актом Європейської Спільноти, статистичні дані збиралися за існуючими національними класифікаціями і потім переводилися в формат NACE за допомогою перехідних ключів.

### Редакція 1
Робоча група, створена Євростатом і представниками країн-членів ЄЕС, розробила переглянуту версію NACE, яка була названа NACE Ред. 1. Задля цього ISIC Ред. 3 була деталізована, починаючи зі структури, в цілях відображення видів діяльності Європейського економічного співтовариства, яким не було приділено належну увагу в ISIC. NACE Ред. 1 була затверджена Регламентом Ради № 3037/90 від 9 жовтня 1990 року.

### Редакція 1.1
У 2002 році була підготовлена трохи виправлена версія NACE Ред. 1.1. Уведено кілька додаткових елементів і змінено деякі назви. Метою виправленої редакції було відображення:
- нових видів діяльності, яких не було при розробці NACE Ред. 1 (наприклад, контакт-центри);
- видів діяльності, значущість яких в силу технологічних або організаційних змін явно зросла з того часу, коли йшла розробка NACE Ред. 1;
- виправлення помилок у NACE Ред. 1.

### Редакція 2
У 2002 році почалися дії з перегляду NACE. Регламент, що встановлює NACE Ред. 2, було прийнято в грудні 2006 року. Він включає положення щодо втілення в життя NACE Ред. 2 і координованого переходу від NACE Ред. 1.1 до NACE Ред. 2 в різних галузях статистики. NACE Ред. 2 в цілому застосовується до статистики економічної діяльності, що проводиться з 1 січня 2008 року.
Друга редакція NACE загалом відповідає четвертій редакції ISIC.

## Структура коду NACE
NACE являє собою ієрархічну структуру:
- перший рівень — секції (літери латинської абетки від А до U),
- другий рівень — розділи (двозначний цифровий код),
- третій рівень — групи (тризначний цифровий код),
- четвертий рівень — класи (чотиризначний цифровий код).

| Секція       | Секція | Розділи |
| Літерний код | Назва |         |
| ------------ | --- | ------- |
| A            | Сільське, лісове і рибне господарство                                                                                        | 01—03   |
| B            | Гірничодобувна промисловість і розробка кар'єрів                                                                             | 05—09   |
| C            | Обробна промисловість | 10—33   |
| D            | Електропостачання, газопостачання, подача пари та кондиціонування повітря                                                    | 35      |
| E            | Водопостачання, каналізація, управління відходами, рекультивація                                                             | 36—39   |
| F            | Будівництво | 41—43   |
| G            | Гуртова і роздрібна торгівля, ремонт автомобілів і мотоциклів                                                                | 45—47   |
| H            | Транспортування і зберігання                                                                                                 | 49—53   |
| I            | Надання послуг проживання і харчування                                                                                       | 55—56   |
| J            | Інформація і зв'язок | 58—63   |
| K            | Фінансова і страхова діяльність                                                                                              | 64—66   |
| L            | Операції з нерухомістю | 68      |
| M            | Професійна, наукова і технічна діяльність                                                                                    | 69—75   |
| N            | Адміністративна діяльність і додаткові послуги в цій галузі                                                                  | 77—82   |
| O            | Державне управління і оборона, обов'язкове соціальне страхування                                                             | 84      |
| P            | Освіта | 85      |
| Q            | Охорона здоров'я людей та соціальні послуги                                                                                  | 86—88   |
| R            | Мистецтво, організація розваг і відпочинку                                                                                   | 90—93   |
| S            | Надання інших послуг | 94—96   |
| T            | Діяльність домогосподарств з найманими працівниками; виробництво домогосподарствами товарів і послуг для власного споживання | 97—98   |
| U            | Екстериторіальна діяльність                                                                                                  | 99      |

Літерний код секцій не інтегрований до коду NACE, який визначає розділ, групу і клас, що описують конкретний вид діяльності. Наприклад, вид діяльності «Будівництво залізниць і метро» визначається кодом 42.12, де 42 — код розділу, 42.1 — код групи, 42.12 — код класу; секція F, до якої належить цей клас, в самому коді не відображається.
Розділи кодуються послідовно (01-99), однак у деяких секціях залишено незадіяними деякі коди (04, 34, 40, 44, 48, 54, 57, 67, 76, 83, 89). Ці «зазори» залишено там, де, ймовірно, виникне потреба в нових розділах.
У тих випадках, коли певний рівень класифікації не поділяється на дрібніші категорії, для позначення в коді позиції наступного, більш деталізованого рівня використовується «0». Наприклад, код класу «Виробництво тютюнових виробів» — 12.00, оскільки розділ «Виробництво тютюнових виробів» (код 12) не поділяється на групи чи класи. Клас «Виробництво пива» ідентифікується кодом 11.05, тому що розділ «Виробництво напоїв» (код 11) не поділяється на кілька груп, але група «Виробництво напоїв» (код 11.0) поділяється на класи. Де можливо, залишкові групи чи класи типу «інше», і/або «н.н.к.» (ніде не класифіковано) визначаються цифрою 9 (наприклад, група 13.9 «Виробництво інших текстильних виробів», клас 13.99 «Виробництво інших текстильних виробів, н.н.к.»).